# Undinarchaeota
Undinarchaeota (bzw. Candidatus Undinarchaeota, früher auch UAP2 genannt) ist ein 2020 aufgrund von Metagenomik-Analysen vorgeschlagener Kandidatenstamm (Phylum) von Archaeen der vorgeschlagenen DPANN-Gruppe.
Nach den vorliegenden Daten sind die Mitglieder möglicherweise in der Lage, durch Gärung (Fermentation) Energie zu gewinnen.
Wegen ihres sehr kleinen Genoms wird jedoch vermutet, dass sie wahrscheinlich auf den Erwerb von für ihren Stoffwechsel benötigten Substanzen (Aminosäuren, Vitamine) auf Partnerorganismen (bzw. Wirte) angewiesen sind (siehe Symbiose).
Die Analysen deuten zudem darauf hin, dass die Mitglieder der DPANN-Gruppe wichtige Gene mit ihren Wirtsorganismen ausgetauscht haben, was eine Platzierung im Stammbaum der Archaeen erschwert. Die phylogenetischen Analysen zeigten, dass die Undinarchaeota eine unabhängige Abstammungslinie zwischen zwei stark unterstützten DPANN-Kladen (Cluster 1 und 2) bilden. 
Der GC-Gehalt der untersuchten Genome reichte von 37,7 bis 43,0 %.

## Habitat
Unter den Undinarchaeota gibt es marine und Süßwasser-Mitglieder.
Insgesamt sind die Undinarchaeota weltweit verbreitet (kosmopolitisch), zumindest die marinen Arten.
Vier der zusammengestellten MAGs (d. h. Kandidatenstämme) wurden in Rifle, Colorado, aus Proben eines Grundwasserleiters in der Nähe des Colorado River gewonnen, während die anderen MAGs aus Meereswasserproben vom Atlantik, dem Indischen Ozean sowie vom Mittelmeer stammen. 
Diese Proben wurden aus verschiedenen Tiefen der Wassersäule (85-5.000 m) gewonnen, wobei die Sauerstoffbedingungen von anoxisch bis oxisch und die Temperaturen an den Entnahmestellen der Proben von 18 bis 106 °C reichten.

## Etymologie
UAP2 ist ein Akronym für Uncultured Archaeal Phylum 2.
Das Präfix des Namens Undinarchaeota und der Gattungsbezeichnung Ca. Undinarchaeum verweist auf die Nymphe (bzw. den weiblichen Wassergeist) Undine (Mythologie) (von lateinisch unda ‚Wasser‘, ‚Welle‘).
Das Art-Epitheton marinum bedeutet ‚vom Meer‘, da es sich bei Ca. Undinarchaeum marinum um eine marine Kandidatenspezies handelt.
Das Präfix des Gattungsnamens Ca. Naiadarchaeum verweist auf Najas (Naias, -adis) bzw. die Najaden, eine oder mehrere Wassernymphen der Quellen und Bäche, ursprünglich aus der griechischen Mythologie. Der Name zeigt also eine Archaeengattung des Süßwassers an. 
Das Art-Epitheton limnaeum leitet sich ab von altgriechisch λιμναίος limnaios, deutsch ‚Sumpf‘, ‚See‘ und zeigt ebenfalls an, dass Ca. 
Naiadarchaeum limnaeum im Süßwasser lebt.

## Systematik

### Äußere Systematik
Die ersten phylogenetischen Analysen verorteten das Phylum Undinarchaeota (damals als UAP2 bezeichnet) in ungewurzelten Bäumen als Schwesterklade zu allen anderen DPANN-Archaeen.
Die genaueren Analysen 2020 zeigten aber, dass die Undinarchaeota zwischen zwei großen DPANN-Kladen, Cluster 1 und 2 genannt, abzweigen.

### Innere Systematik
Die her angegebene Systematik mit Stand 22. April 2022 hat als Quellen: 
- D – Bombrowski et al. (2020)[3]
- G – Genome Taxonomy Database (GTDB)[4]
- L – List of Prokaryotic names with Standing in Nomenclature (LPSN)[2]
- N – National Center for Biotechnology Information (NCBI) Taxonomy Browser[1]
- U – UniProt[5][8]

Das Phylum Candidatus Undinarchaeia besteht monotypisch nur aus der Klasse (Biologie) Candidatus Undinarchaeia. Innerhalb dieser werden meist (mit Ausnahme GTDB) zwei Ordnungen unterschieden.
Phylum Candidatus Undinarchaeota Dombrowski et al. 2020 (G,L,N), ehemals UAP2 (Uncultured Archaeal Phylum 2) / MHVG (Marine Hydrothermal Vent Group)
- Klasse Candidatus Undinarchaeia Dombrowski et al. 2020 (G,L,N,U)
  - Ordnung Candidatus Naiadarchaeales Dombrowski et al. 2020 (N,U)
    - Familie Candidatus Naiadarchaeaceae Dombrowski et al. 2020 (G,N,U)
      - Gattung Candidatus Naiadarchaeum Dombrowski et al. 2020 (G,N,U)
        - Spezies Candidatus Naiadarchaeum limnaeum  Dombrowski et al. 2020 (G,N,U), inkl. archaeon MAG_bin1129 (N)[A 1]

    - ohne Gattungs- und Familienzuweisung
      - Spezies Candidatus Naiadarchaeales archaeon SRR2090153.bin1042 (N,U)[A 1] – nach GTDB zu CA. Naiadarchaeum limnaeum
      - Spezies Candidatus Naiadarchaeales archaeon SRR2090153.bin461 (N,U)[A 1]
      - Spezies Candidatus Naiadarchaeales archaeon SRR2090159.bin1288 (N,U)[A 1]

  - Ordnung Candidatus Undinarchaeales Dombrowski et al. 2020 (G,L,N,U)
    - Familie Candidatus Undinarchaeaceae Dombrowski et al. 2020 (G,L,N,U)
      - Gattung Candidatus Undinarchaeum Dombrowski et al. 2020 (G,L,N,U)
        - Spezies Candidatus Undinarchaeum marinum  Dombrowski et al. 2020 (G,L,N,U), inkl. archaeon MAG_bin17 (G,L,N)[A 2]
        - Spezies Candidatus Undinarchaeales archaeon SRR5007147.bin71 (N,U) alias Undinarchaeum sp014189675 (G) mit Stamm MAG_bin71[A 3] – nach NCBI ohne Gattungs- oder Familienzuordnung GTDB zur Gattung Ca. Undinarchaeum
        - Spezies Candidatus Undinarchaeales archaeon ERR594346 U_76725 (N,U) alias Undinarchaeum sp002687935 (G) mit Stamm MAG_U_76725[A 4] neben UBA140,[A 5] UBA490[A 5] und Referenzstamm ARS1358[A 5] (G) – nach NCBI ohne Gattungs- oder Familienzuordnung GTDB zur Gattung Ca. Undinarchaeum

    - Familie „f__UBA543“ (G) (in GTDB-Nomenklatur, nach LPSN-Schreibweise wäre das UB543 [family])
      - Gattung „g__UBA543“ (G) (nach anderer Schreibweise wäre das UB543 [genus])
        - Spezies archaeon UBA543 (N)[8] alias UBA543 sp002502135 (G)[A 4] – nach NCBI ohne Zuordnung zum Phylum (incertae sedis)